# Distrito electoral local 13 de Querétaro
El XIII Distrito Electoral Local de Querétaro es un distrito electoral del estado mexicano de Querétaro comprende tres municipios. Colón, Tolimán y Peñamiller. representa a 53.137 electores (dato 2006) en 49 secciones. Tiene su cabecera Distrital en Tolimán.
- Colón con 21 secciones,
- Tolimán con 14 secciones,
- Peñamiller con 14 secciones,

- Dip- Dr. Pablo Ademir Castellanos-------------COLÓN-----------------PAN (2009-2012)
- Dip- Profr. Magdaleno Muñoz González------TOLIMÁN---------------PRI (2006-2009)
- Dip- Lic. José Hugo Cabrera Ruiz---------------COLÓN-----------------PRI (2003-2006)
- Dip- Odilón Hernández-------------------------------PEÑAMILLER--------PRI (2000-2003)
- Dip- Lic. Raúl García Martínez--------------------COLÓN-----------------PRI (1997-2000)
- Dip- Venancio Correa---------------------------------QUERETARO--------PRI (1994-1997)
- Dip- Ernesto Luque Feregrino---------------------BERNAL----------------PRI (1991-1994)
- Dip- Antioco Hernéndez Nieto---------------------PEÑAMILLER--------PRI (1967-1970)
- Dip- J. Guadalupe Cabrera Vázquez------------COLÓN-----------------PRI (1965-1967)
- Dip- Natividad Herrera--------------------------------STA.R.JAUREGUI--PRI (1964-1965)
- Dip- Antonio Arteaga Esquivel--------------------COLÓN------------------PRM (1943-1946)
- Dip- Agustín Casas-----------------------------------QUERETARO---------N/D (1928)
- Dip- Arnulfo Cabrera Molina------------------------COLÓN-----------------N/D (1921-1923)

Antes de la reforma cartográfica electoral, el distrito estaba conformado de igual manera por Colón, Tolimán y Peñamiller; se le denominó por mucho tiempo Distrito IX.
- Datos: Q6168747